# Pseudoneureclipsis jaret
Pseudoneureclipsis jaret là một loài Trichoptera trong họ Dipseudopsidae. Chúng phân bố ở miền Australasia.